# Велде, Адриан ван де
Адриан ван де Велде (нидерл. Adriaen van de Velde; 1636, Амстердам — январь 1672, Амстердам) — голландский живописец и гравёр, мастер офорта, пейзажист, член известной семьи художников ван де Велде.

## Биография
Адриан был сыном Виллема ван де Велде Старшего и братом Виллема ван де Велде Младшего. Точная дата его рождения не известна, но сохранилась дата его крещения в Ауде керк (Старой церкви) — 30 ноября 1636 года. Адриан учился живописи у отца. По его протекции он переехал в Харлем и учился далее у Яна Вейнантса и Паулюса Поттера. Помимо них на становление художника оказал влияние живописец Филипс Вауэрман.
Вернувшись в родной город, Адриан работал некоторое время в мастерской Карела Дюжардена, а потом стал свободным художником. В 1657 году он женился на католичке Марии Аудеркерк; В то время он всё еще жил со своим отцом в Амстердаме на улице Корте Конингстраат на Ластаге. В 1662 году он жил на улице Кальверстраат, в части, известной как Шапенмаркт. У супругов было шестеро детей, крещёных в различных тайных католических церквях. Ван де Велде был довольно богат и ссужал взаймы деньги, давал поручительства и оказывал прочие услуги.
Адриан ван де Велде умер в возрасте тридцати пяти лет в 1672 году. Его погребение состоялось 21 января на кладбище Новой церкви в Амстердаме.

## Творчество
Адриан написал более двухсот картин, выполнил около двадцати гравюр, некоторые из них примерно в четырнадцатилетнем возрасте. Он специализировался на сельских пейзажах, видах побережья, идиллических картинах с животными, картинах на библейскую историю и портретах. Кроме того, по традиции голландской живописи того времени Адриан ван де Велде работал совместно с другими художниками-пейзажистами, писал животных и людей на картинах Яна Хаккерта, Яна ван дер Хейдена, Яна Вейнантса, Филипса Конинка, Фредерика де Мушерона, Якоба ван Рёйсдала и Мейндерта Хоббемы.
В ранних работах Адриан ван де Велде находился под влиянием харлемской школы живописи и её главных представителей — Паулюса Поттера и Николаса Берхема. Несмотря на короткий творческий путь Адриану удалось создать собственный неповторимый стиль. Пейзажи Адриана ван де Велде отличаются тщательным выполнением деталей, гармоничностью композиции и контрастными цветовыми решениями. Живопись художника оказала влияние на творчество Генриетты ван Пэ.
В санкт-петербургском Эрмитаже имеется пять картин Адриана ван де Велде. Выдающийся историк искусства и художник А. Н. Бенуа в своём знаменитом «Путеводителе по картинной галерее Императорского Эрмитажа» писал:

 «Адриан ван де Велде… занимает в истории голландской живописи место рядом с Поттером, который был на десять лет старше его… и он был искренним нежным и тонким поэтом природы, и даже в судьбе своей он отражает судьбу Поттера: в полном расцвете таланта, тридцати двух лет, его похищает смерть… Адриан ван де Велде менее оригинален в технике, нежели Поттер, но зато более широк в своей деятельности… Он пишет жанровые сцены в пейзаже, портреты, восхитительные „чистые“ пейзажи, марины и, наконец, будучи добрым, услужливым товарищем, он охотно населяет картины других художников очаровательными, очень типичными фигурами» 

## Галерея

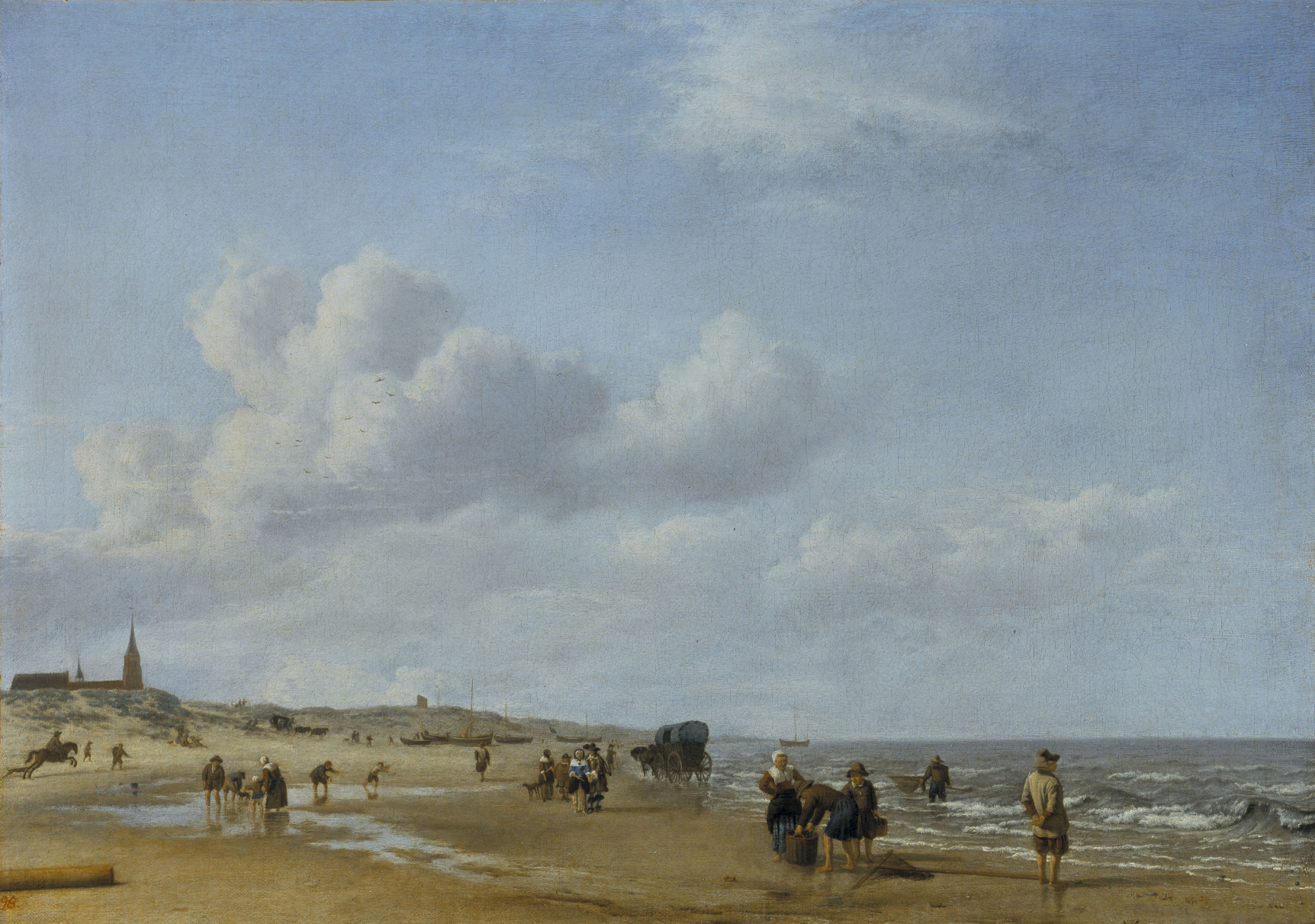
Побережье в Схевенингене. 1658. Холст, масло. Картинная галерея, Кассель
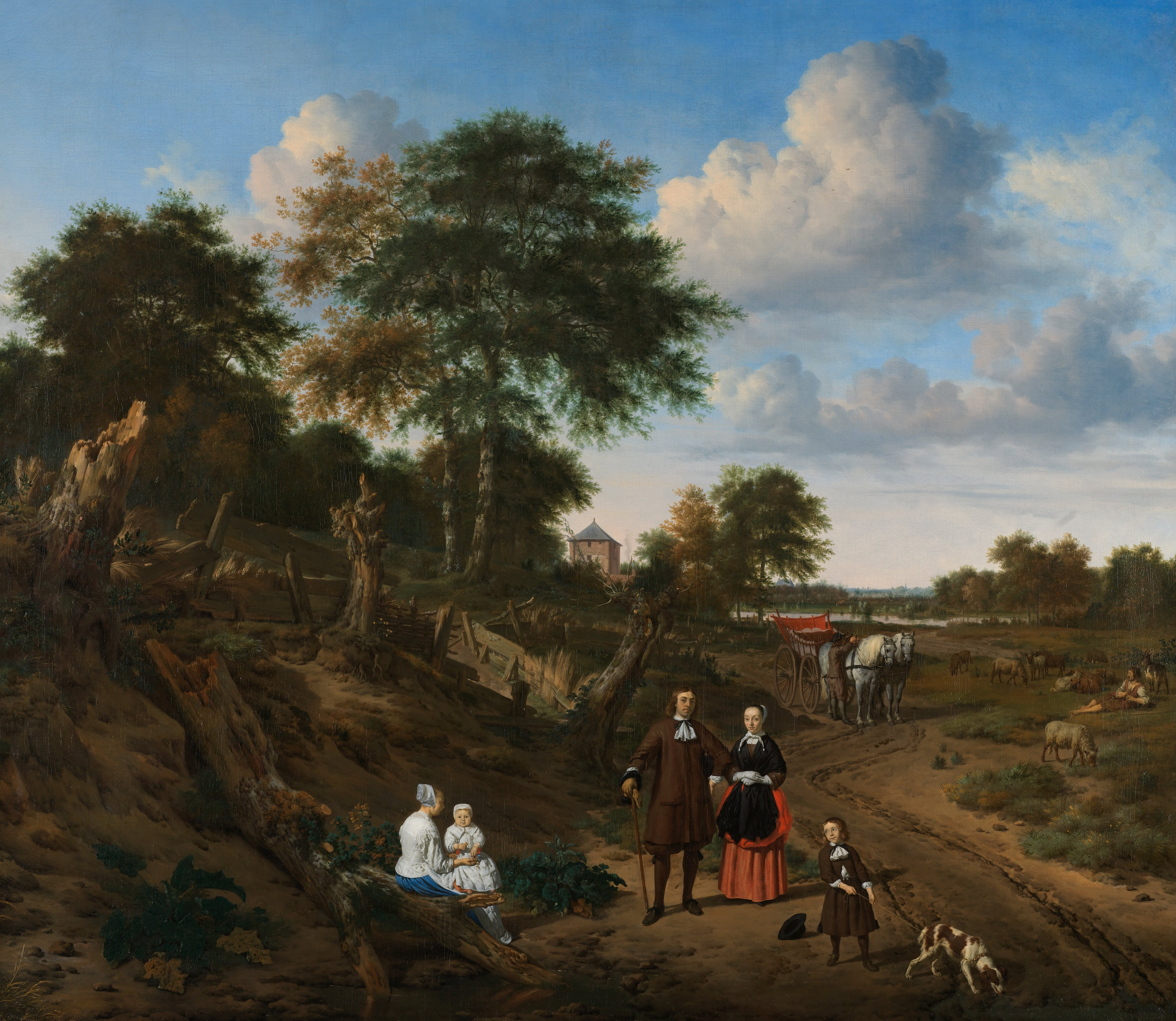
Портрет супружеской пары с двумя детьми и няней на фоне пейзажа. 1667. Холст, масло. Рейксмюсеум, Амстердам
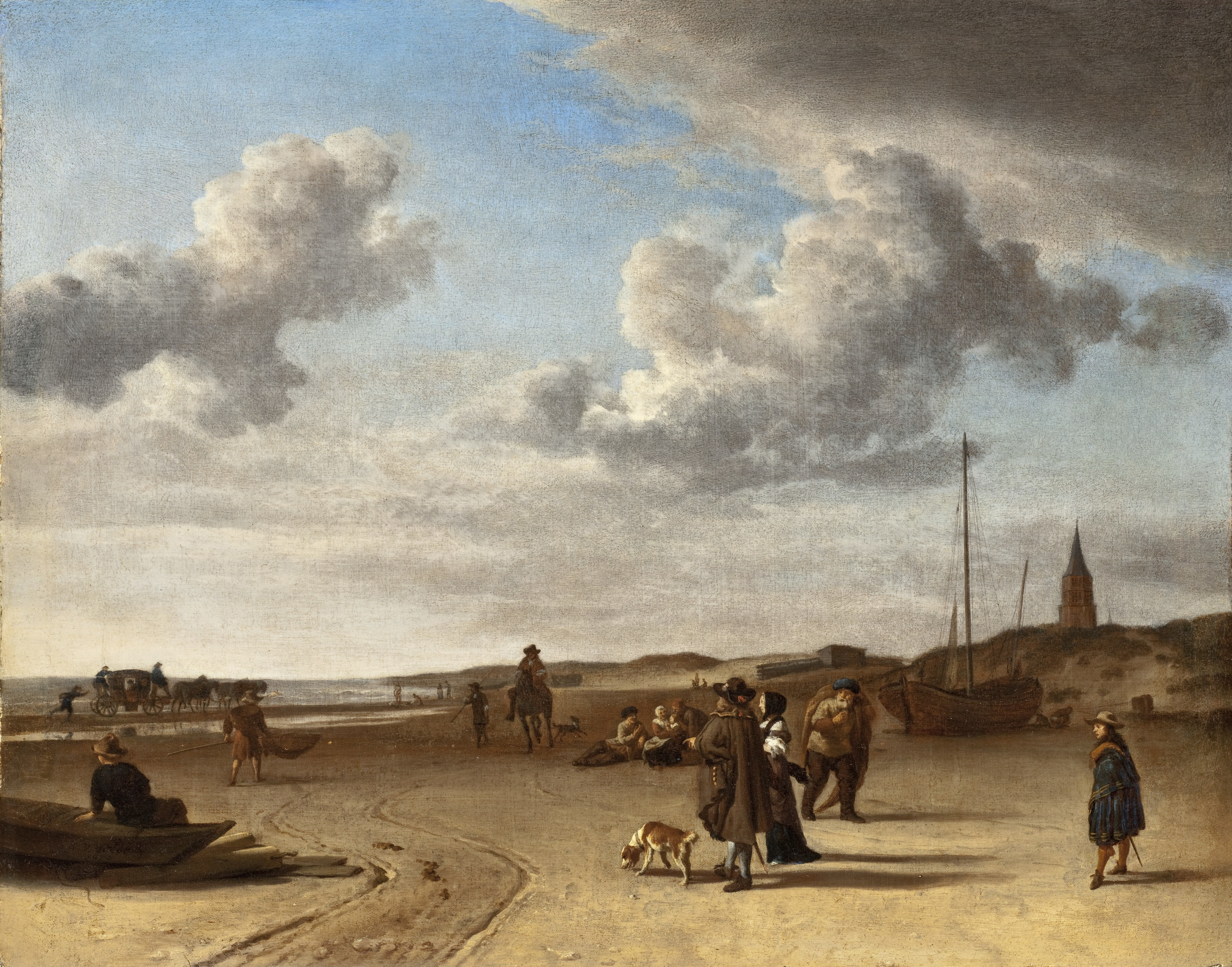
Побережье около Схевенингена. 1670. Холст, масло. Музей искусств округа Лос-Анджелес, Калифорния, США
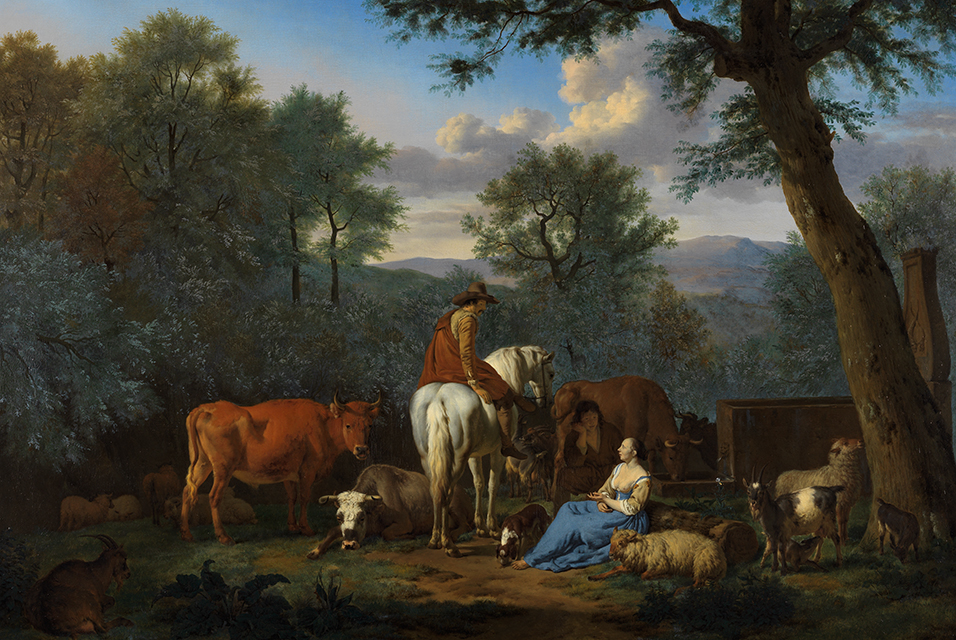
Пейзаж с фигурами и скотом. 1664. Холст, масло. Музей Фицуильяма, Кембридж
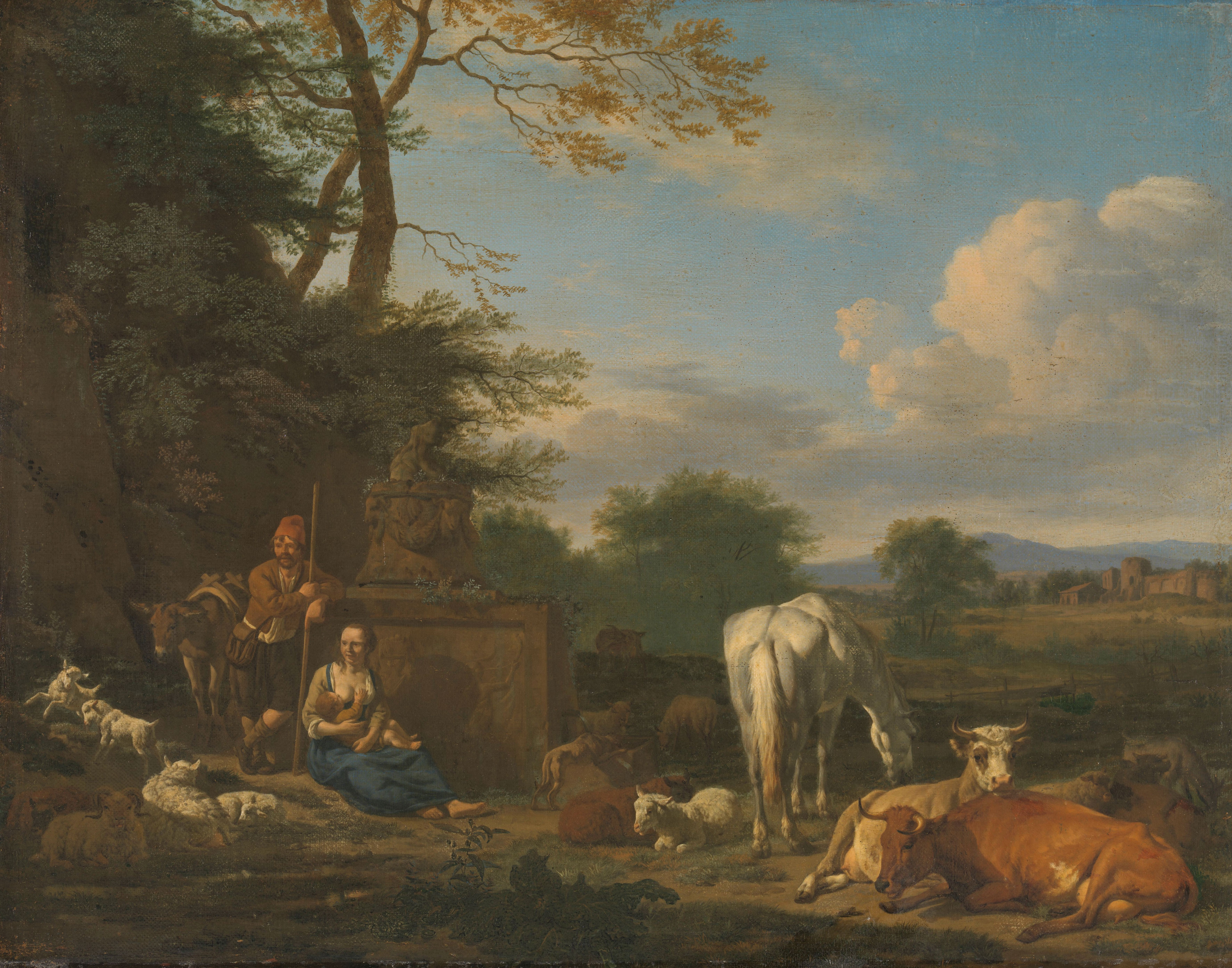
Аркадский пейзаж с отдыхающими пастухами и скотом. 1664. Холст на дереве, масло. Рейксмюсеум, Амстердам
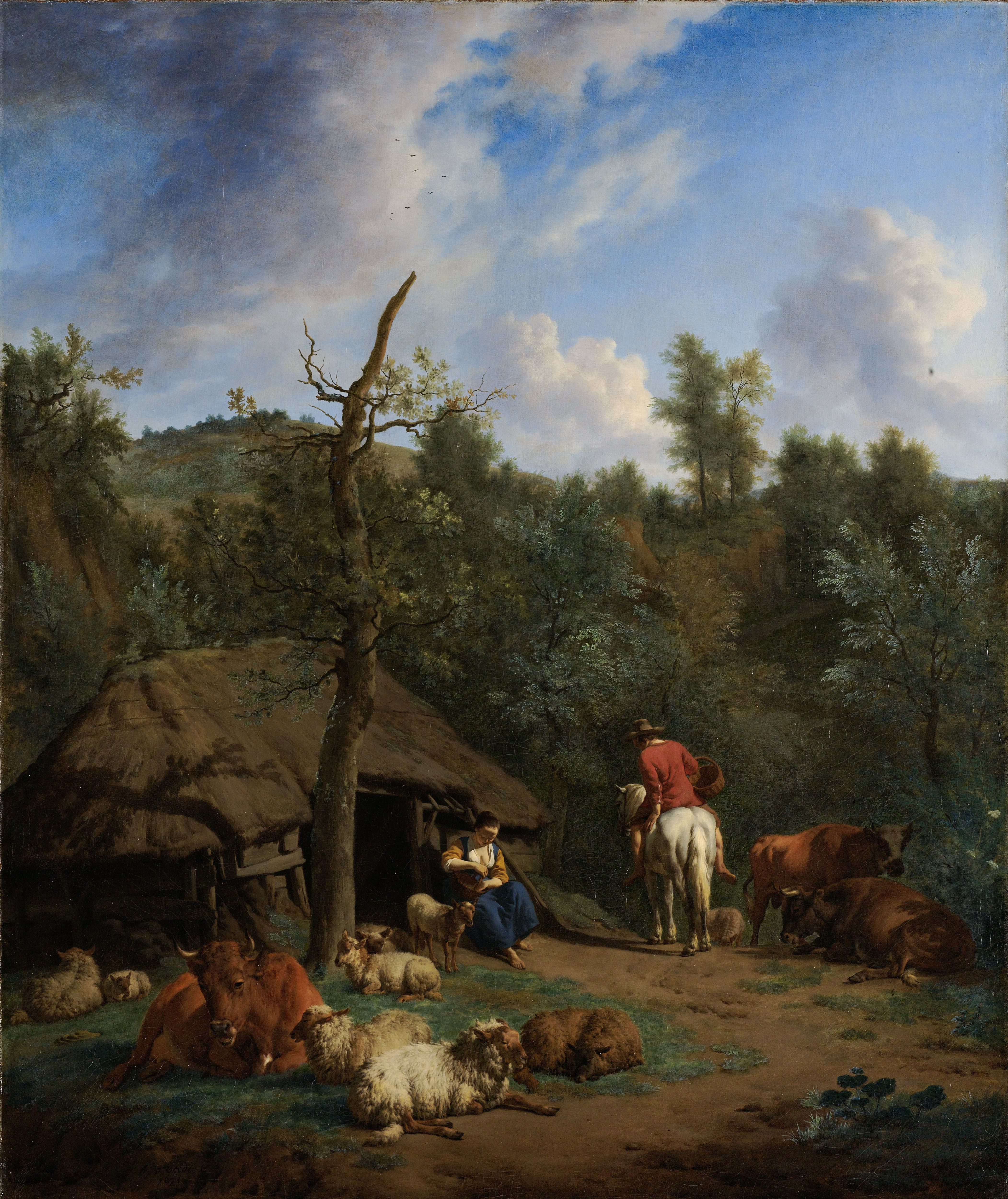
Хижина. 1671. Холст, масло. Рейксмюсеум, Амстердам
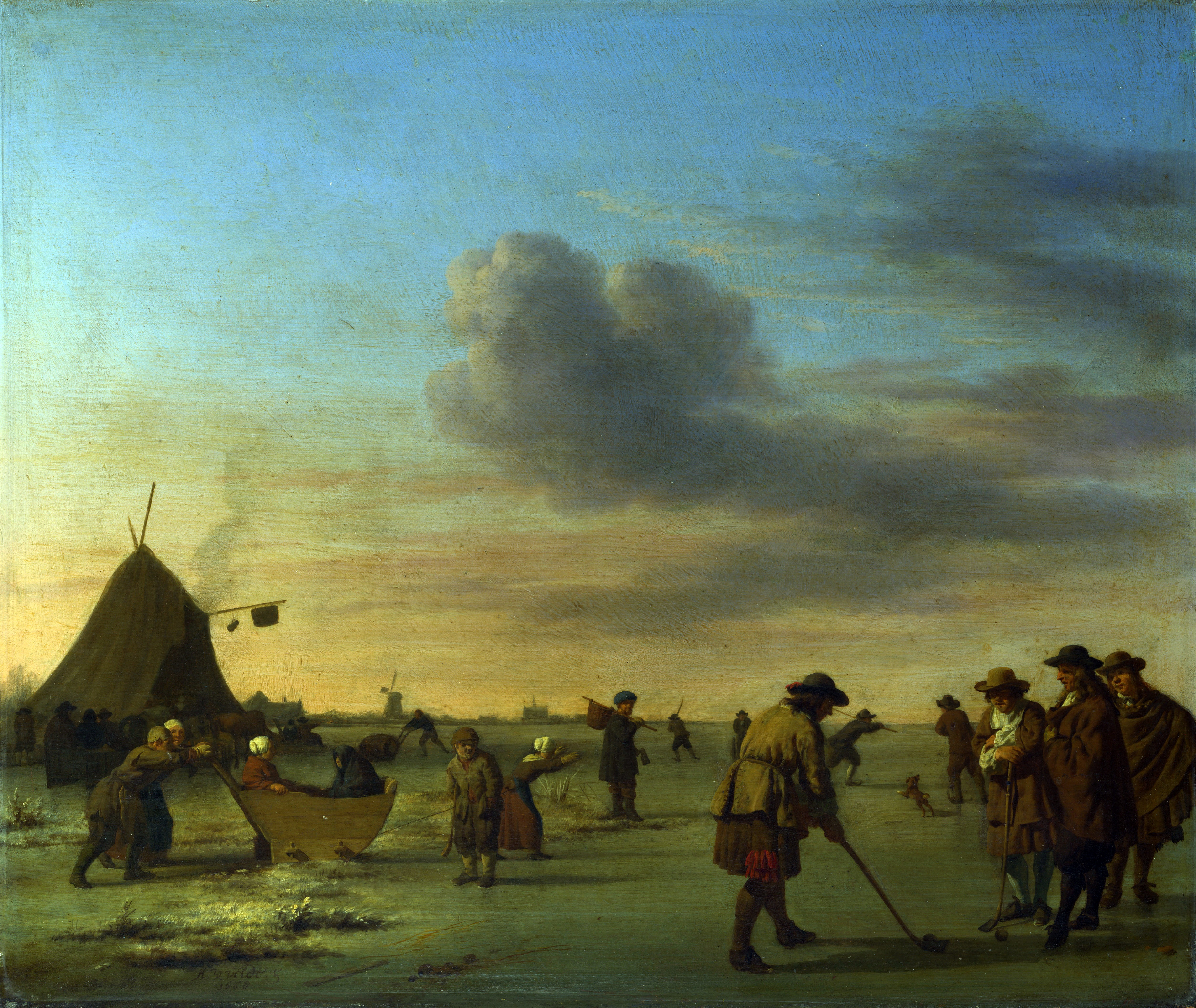
Игроки в гольф на льду возле Харлема. 1668. Холст, масло. Национальная галерея, Лондон